# Акбар Падамсі
Акбар Падамсі (21 квітня 1928 — 6 січня 2019) — індійський художник, учасник «Прогресивної групи художників».

## Життєпис
Походив з родини середнього статку. Його предки були поетами, прибули з Гуджарату до Бомбея де у 1928 році народився майбутній художник. З дитинства захоплювався малюванням. Закінчив середню школу Святого Ксаверія де почав професійно займатися аквареллю. Це дало змогу Падамсі поступити до художньої школи Джей-Джей відразу на третій курс. У 1947 році стає членом новоутвореної Прогресивної групи художників. У 1950 році отримує від уряду Франції стипендію. У 1951 році переїздить до Парижу, де захопився сюреалізмом. Вже у 1952 році влаштовує свою першу виставку у Парижі, проте він виставлявся анонімно.
У 1954 році відбувається персональна виставка Падамсі у Мумбаї — у художній галереї Джаханґіра. У 1962 році отримує стипендію Академії Лаліт Кала, а у 1965 році — стипендію Рокфелера. Того ж року отримує запрошення на роботу від університету Віссконсін-Стоут (США), де активно викладає до 1967 року.
Тоді ж повератється до Індії. З цього часу переважно мешкає у Мумбаї. бере активну участь у найзначущих культурних та мистецьких заходах Індії.

## Творчість
У доробку А.Падамсі є численні роботи, які виставлялися на більше ніж 20 персональних виставках. Вражаючими є картини «Метапейзаж-3» 1977 року, «Оголена». У 1969 році отримав нагороду Джавахарлала Неру, у 2004 році — нагороду Академії Лаліт Кала.